# Гомоклінічна біфуркація
Гомоклінічна біфуркація — це глобальна біфуркація, яка виникає тоді, коли періодична орбіта стикається із сідловою точкою.

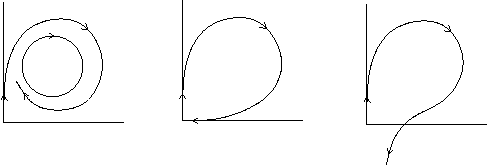
Гомоклінічна біфуркація виникає тоді, коли періодична орбіта стикається з сідловою точкою. Ліворуч: Для малих значень параметра є сідлова точка у початку координат і граничний цикл у першому квадранті. Центр: Коли зростає біфуркаційний параметр, граничний цикл збільшується аж до того що він перетинається із сідловою точкою, породжуючи орбіту нескінченної тривалості. Праворуч: При подальшому збільшенні біфуркаційного параметра граничний цикл повністю зникає.

Гомоклінічні біфуркації можуть відбуватися суперкритично, або субкритично. Варіант, що розглядається на малюнку, є «типом I», або «малим» типом гомоклінічної біфуркації.
У двовимірному випадку також існує «великий», або «тип II» гомоклінічної біфуркації, при якій гомоклінічна орбіта «захоплює» інші кінці стабільного і нестабільного многовидів сідла. У трьох і більше вимірів можуть мати місце біфуркації вищих корозмірностей, створюючи складну, можливо хаотичну динаміку.